# Шамбінаго Сергій Костянтинович
Шамбінаго Сергій Костянтинович (6 (18) серпня 1871, Москва — 20 листопада 1948, Москва) — російський письменник, літературознавець, фольклорист. Доктор філологічних наук (1914), професор Московського університету (1914), с 1914 — професор Московського університету. Учень  Всеволода Міллера (1848–1913).
Головні роботи в області давньоруської літератури, російського фольклору, історії театру.
Похований у Москві, на Введенському кладовищі.

## Наукова діяльність
В 1896 закінчив історико-філологічний факультет Московського університету.
В 1914 захистив докторську дисертацію за темою: «Пісні часів царя Івана Грозного» («Песни времени царя Ивана Грозного»). З 1914 також — професор Московського університету.
Сергій Шамбінаго склав збірки текстів «Пісні-памфлети XVI ст.» («Песни-памфлеты XVI в.»(рос.), 1913), Старини старовинні («Былины старины»(рос.), 1938), здійснив наукове редагування і коментування книг «Народні російські легенди» («Народные русские легенды»(рос.), 1914) Олександра Афанасьєва, «Стародавні російські вірші зібрані Кіршею Даниловим» («Древние Российские стихотворения, собранные Киршею Даниловым»(рос.), 1938), підготував наукове видання «Слова о полку Ігоревім» (1912; 1913; 1917; 1934 — з Вячеславом Ржигою), склав вільну редакцію «Задонщини» («Сказання про Мамаєве побоїще» — «Сказание о Мамаевом побоище»(рос.), 1907). Вивчав спадок Олександра Островського.

## Твори
- (рос.)Старая Москва. М., 1903;
- (рос.)Повести о Мамаевом побоище / С. К. Шамбинаго; Отделение русского языка и словесности Императорской академии наук. — СПб. : Типография Академии наук, СПб., [1906]. — VIII, 376, 190 с. — (Сборник Отделения русского языка и словесности Императорской Академии наук; т. LXXXI ; № 7). — (в пер.);
- (рос.)Трилогия романтизма (Н. В. Гоголь). М., 1911;
- (рос.)Театр и народные развлечения в Москве в XVIII в. // Москва в её прошлом и настоящем. Т. 7. М., [1911];
- (рос.)История русской народной словесности. [Литогр. курс лекций]. [М.], 1914;
- (рос.)Театр времени Петра II и Анны Иоанновны // История русского театра. Т. 1. М., 1914;
- (рос.)Повести о начале Москвы // Труды Отдела древнерусской литературы. 1936. Т. 3;
- (рос.)А. Н. Островский — (Жизнь замечательных людей) — М.: Журнально-газетное объединение, 1937.
- Загадочный «перевод» нач. 30-х XIX в. // Уч. зап. Мос. гор. пед. ин-та им. В. П. Потёмкина. 1946. Т. 7. Вып. 1.

### «Слово о полку Игоревім»
- Повести о Мамаевом побоище // СОРЯС. 1906. Т. 81, № 7. С. 88—134;
- (рос.)«Слово о полку Игореве» / Ред., пер. и объяснения приват-доцента С. К. Шамбинаго. М.: Универсальная б-ка, 1912 (5 вид., останнє — 1917);
- (рос.)«Слово о полку Игореве» // История рус. лит-ры. М., 1916. Т. 1. С. 170–187;
- (рос.)«Слово о полку Игореве». История и характеристика текста // Слово — 1934. С. 179–198;
- (рос.)Художественные переложения «Слова» // Там же. С. 199–228; (совм. с В. Ф. Ржигой) [подгот. текста С., пер., комм.] // Там же. С. 65—74, 77—85, 231–296;
- (рос.)Слово о полку Игоревѣ, ИгорА сына СвятъславлА, внука Ольгова / Древнерус. текст, подгот. к печати В. Ржигой и С. Шамбинаго, написанный и иллюстрированный палехским мастером Иваном Голиковым. М.: Academia, 1934 (переизд.: М., 1959);
- (рос.)Слово о полку Игореве // История рус. лит-ры. М.; Л., 1941 Т. 1. Литература XI — начала XIII века. С. 394–402; (совм. с В. Ф. Ржигой) [подгот. текста С., пер. и примеч.] // Слово — 1961. С. 9—17, 21—29, 313–335.